# Чремошње
Чремошње (слч. Čremošné) насељено је мјесто са административним статусом сеоске општине (слч. obec) у округу Турчјанске Тјеплице, у Жилинском крају, Словачка Република.

## Становништво
| Година:    | 1994. | 2004.   | 2014.   | 2024.   |
| ---------- | ----- | ------- | ------- | ------- |
| Број људи: | 95    | 87      | 85      | 83      |
| Разлика:   |       | -8,42 % | -2,29 % | -2,35 % |

| Година:    | 2023. | 2024.   |
| ---------- | ----- | ------- |
| Број људи: | 80    | 83      |
| Разлика:   |       | +3,75 % |

Према подацима о броју становника из 2011. године насеље је имало 94 становника.